# Зелениково (община)
Зелени́ково (макед. Општина Зелениково) — община в Республике Македония. Расположена в центре страны. Население составляет 4077 человек (2002 год).
Административный центр — село Зелениково.
Площадь территории общины 176,95 км².
Граничит с общинами Республики Македонии:
- на западе — с общиной Студеничани;
- на северо-востоке — с общиной Петровец;
- на юго-востоке — с общиной Велес;
- на юге — с общиной Чашка.

В состав общины входят 14 сёл: Вражале, Градовци, Гумалево, Дейковец, Добрино, Зелениково, Ново-Село, Орешани, Пакошево, Палиград, Смесница, Страхоядица, Таор и Тисовица.
Этническая структура населения в общине по переписи населения 2002 года:
- македонцы — 2522 чел.;
- албанцы — 1206 чел.;
- боснийцы — 192 чел.;
- цыгане — 92 чел.;
- сербы — 45 чел.;
- арумыны — 1 чел.;
- турки — 1 чел.;
- остальные — 19 чел.